# Makoto Teguramori
Makoto Teguramori (手倉森 誠 Teguramori Makoto?), född 14 november 1967, är en japansk tidigare fotbollsspelare och tränare.
Makoto Teguramori var tränare för det japanska U-23 landslaget i OS 2016.